# Up (album av Right Said Fred)
Up är Right Said Freds debutalbum från 1992, släppt av Charisma Records och Tug Records. Albumet innehåller låten I'm Too Sexy, som låg etta på Billboardlistan i tre veckor i februari 1992.
Än så länge är Up det enda av Right Said Freds album som släppts i USA. En specialutgåva av albumet, med sex bonuslåtar och en medföljande DVD, släpptes år 2007.

## Låtlista
1. "Love for All Seasons" - 4:16
2. "No One on Earth" - 3:23
3. "I'm Too Sexy" - 2:50
4. "Do Ya Feel" - 4:34
5. "Is It True About Love?" - 4:57
6. "Deeply Dippy" - 3:21
7. "Swan" - 3:10
8. "Don't Talk Just Kiss" - 4:01
9. "Upon My Heart" - 4:19
10. "Those Simple Things" - 5:08

## Låtlista, specialutgåvan
1. "Love for All Seasons"
2. "No One on Earth"
3. "I'm Too Sexy"
4. "Do Ya Feel"
5. "Is It True"
6. "Deeply Dippy"
7. "Swan"
8. "Don't Talk Just Kiss"
9. "Upon My Heart"
10. "Those Simple Things"
11. "I'm Too Sexy" (Extended Club Mix)
12. "I'm Too Sexy 2007" (Tastemakers 12" Mix)
13. "Deeply Dippy" (Deeply Brassy Mix)
14. "Bumped" (Acshun Remix)
15. "Hands Up For Lovers" (The Morning Mix)
16. "What a Day for a Daydream"

## Låtlista, DVD:n
1. "I'm Too Sexy"
2. "I'm Too Sexy 2007"
3. "Deeply Dippy"
4. "Don't Talk Just Kiss"
5. "Hands up For Lovers"
6. "Those Simple Things"
7. "A Love for All Seasons"
8. "What a Day for a Daydream"